# Auttu
Auttu är en ö i Finland.   Den ligger i kommunen Nådendal i den ekonomiska regionen  Åbo ekonomiska region  och landskapet Egentliga Finland, i den sydvästra delen av landet, 170 km väster om huvudstaden Helsingfors.
Terrängen på Auttu är varierad.  I omgivningarna runt Auttu växer i huvudsak barrskog.